# Bolivia ai Giochi della XXXII Olimpiade
La Bolivia ha partecipato ai Giochi della XXXII Olimpiade, che si sono svolti a Tokyo, Giappone, dal 23 luglio all'8 agosto 2021 (inizialmente previsti dal 24 luglio al 9 agosto 2020 ma posticipati per la pandemia di COVID-19) con una delegazione di cinque atleti impegnati in tre discipline.

## Delegazione
| Sport            | Uomini | Donne | Totale |
| ---------------- | ------ | ----- | ------ |
| Atletica leggera | 1      | 1     | 2      |
| Nuoto            | 1      | 1     | 2      |
| Tennis           | 1      | 0     | 1      |
| Total            | 3      | 2     | 5      |

## Atletica leggera
| Atleta        | Evento                   | Batteria  | Batteria  | Semifinale      | Semifinale      | Finale          | Finale          |
| Atleta        | Evento                   | Risultato | Posizione | Risultato       | Posizione       | Risultato       | Posizione       |
| ------------- | ------------------------ | --------- | --------- | --------------- | --------------- | --------------- | --------------- |
| Bruno Rojas   | 100 metri piani maschili | 10"65     | 5º        | Non qualificato | Non qualificato | Non qualificato | Non qualificato |
| Ángela Castro | Marcia 20 km femminile   | N.D.      | N.D.      | N.D.            | N.D.            | 1h42'25"        | 48ª             |

## Nuoto
| Atleta           | Evento                          | Batteria  | Batteria  | Semifinale      | Semifinale      | Finale          | Finale          |
| Atleta           | Evento                          | Risultato | Posizione | Risultato       | Posizione       | Risultato       | Posizione       |
| ---------------- | ------------------------------- | --------- | --------- | --------------- | --------------- | --------------- | --------------- |
| Gabriel Castillo | 100 metri dorso maschili        | 58"24     | 39º       | Non qualificato | Non qualificato | Non qualificato | Non qualificato |
| Karen Torrez     | 50 metri stile libero femminili | 25"77     | 35ª       | Non qualificato | Non qualificato | Non qualificato | Non qualificato |

## Tennis
| Atleta       | Evento           | 32-esimi          | 32-esimi    | 16-esimi        | 16-esimi        | Ottavi di finale | Ottavi di finale | Quarti di finale | Quarti di finale | Semifinali      | Semifinali      | Finale          | Finale          | Classifica      |
| Atleta       | Evento           | Avver.            | Punt.       | Avver.          | Punt.           | Avver.           | Punt.            | Avver.           | Punt.            | Avver.          | Punt.           | Avver.          | Punt.           | Classifica      |
| ------------ | ---------------- | ----------------- | ----------- | --------------- | --------------- | ---------------- | ---------------- | ---------------- | ---------------- | --------------- | --------------- | --------------- | --------------- | --------------- |
| Hugo Dellien | Singolo maschile | N. Djokovic (SRB) | P (2-6,2-6) | Non qualificato | Non qualificato | Non qualificato  | Non qualificato  | Non qualificato  | Non qualificato  | Non qualificato | Non qualificato | Non qualificato | Non qualificato | Non qualificato |